# Kevin Durand
Kevin Durand (født 14. januar 1974) er en canadisk skuespiller kendt for sin rolle som Joshua i Dark Angel.

## Udvalgt filmografi
- Dark Angel (tv-serie, 2001-02)
- Mørkets magter (tv-serie, 2004)
- Lost (tv-serie, 2007-10)
- Legion (2010)
- Robin Hood (2010)
- Citizen Gangster (2011)
- Devil's Knot (2013)
- The Mortal Instruments: Dæmonernes by (2013)
- The Strain (tv-serie, 2014-16)
- Vikings (tv-serie, 2015-16)
- The Captive (2015)